# Paul III Anton Esterházy
 (août 2024).
Dans le nom hongrois Esterházy Pál, le nom de famille précède le prénom, mais cet article utilise l’ordre habituel en français Pál Esterházy, où le prénom précède le nom.
Ne doit pas être confondu avec Paul Ier Esterházy ou Paul II Anton Esterházy.
Le prince Paul III Esterházy de Galántha (en hongrois : Esterházy Pál Antal ; en allemand : Paul III. Anton Esterházy von Galantha), né le 11 mars 1786 à Vienne (empire d'Autriche) et mort le 21 mai 1866 à Ratisbonne (royaume de Bavière), est un prince de Hongrie, membre de la famille Esterházy.
Il fut notamment diplomate et représentant de l'empire d'Autriche lors de la conférence de Londres de 1830.
Après la révolution hongroise de 1848 et la déclaration d'indépendance de la Hongrie il devint le premier ministre des Affaires étrangères du pays, nommé ministres auprès du roi.